# Raaz
Raaz è un film indiano del 2002 diretto da Vikram Bhatt.

## Sequel
Il film ha ben tre sequel e quindi è il primo di una serie di film. Il secondo capitolo Raaz: The Mystery Continues è uscito nel 2009 per la regia di Mohit Suri; il terzo capitolo Raaz 3 è uscito nel 2012 ed è stato diretto da Vikram Bhatt; il quarto film Raaz: Reboot è uscito nel 2016 ed è stato anch'esso diretto da Vikram Bhatt.